# Morris (Manitoba)
Morris è un comune (town) del Canada, situato nella provincia di Manitoba, a circa situato a 51 km a sud di Winnipeg e 42 km a nord di Emerson.